# Miłość dla początkujących
Miłość dla początkujących (ang. She Loves Me Not) – amerykański film z 1934 roku w reżyserii Elliotta Nugenta.

## Obsada
- Bing Crosby

## Nagrody i nominacje
| Nazwa nagrody | Wygrane            | Nominacje                                                                  |
| ------------- | ------------------ | -------------------------------------------------------------------------- |
| Oscar         | 1935 bez rezultatu | 1935 Najlepsza piosenka "Love in Bloom", wyk. Bing Crosby i Kitty Carlisle |